# Eisenbahnunfall von Winsford (1948)
Bei dem Eisenbahnunfall von Winsford am 17. April 1948 fuhr bei Winsford auf der West Coast Main Line, ehemals London, Midland and Scottish Railway, ein Postzug auf einen Nachtschnellzug von Glasgow nach London Euston auf. 24 Menschen starben. Dies war der erste große Unfall im britischen Eisenbahnnetz nach der Gründung von British Railways wenige Monate zuvor.

## Ausgangslage
Der Schnellzug von Glasgow ab 17:40 nach London Euston bestand aus insgesamt zehn Wagen, drei Gepäckwagen und sieben Personenwagen. Gezogen wurde der Zug von der Pacific-Lokomotive Nr. 6207 Princess Arthur of Connaught der LMS-Klasse 7P „Princess Royal“.
Dem Schnellzug folgte der Postzug in der gleichen Relation mit 13 Wagen, gezogen der Lokomotive Nr. 6251 City of Nottingham der LMS-Klasse 7P „Coronation“, ebenfalls eine Pacific-Lokomotive. Hinter der Lokomotive lief ein Güterwagen, der frische Milch transportierte, diesem folgten unterschiedliche Postwagen der Royal Mail.
Beide Züge fuhren auf der West Coast Main Line. Der hier eingerichtete Blockabschnitt zwischen Winsford Junction und dem Bahnhof Winsford war etwa 2,5 km lang. Der Postzug hatte Verspätung, so dass die vorgesehene Überholung nicht in Lancaster stattfand, sondern der Postzug immer noch dem pünktlich fahrenden Schnellzug folgte.

## Unfallhergang
Der Schnellzug war vom Stellwerk Winsford Junction dem nächsten Stellwerk, im Bahnhof Winsford, weitergemeldet und von dort angenommen worden. Der dortige Mitarbeiter war aber gerade damit beschäftigt, sein Essen zuzubereiten, und damit vom betrieblichen Geschehen abgelenkt.
Ein 19-Jähriger, bei der Artillerie Wehrdienst leistender Eisenbahner auf Urlaub, der aus Winsford stammte und im Stellwerk Winsford Junction Dienst getan hatte, zog gegen 0:10 Uhr die Notbremse in einer Toilette, als der Zug sich dem Bahnhof Winsford, Cheshire, näherte, um auszusteigen und über die Felder nach Hause zu gehen, da er in der Nähe wohnte. Sonst hätte er bis Crewe, dem nächsten Halt des Zuges, fahren müssen, von dem erst am Morgen wieder ein Zug nach Winsford fuhr. Er kannte das Signalsystem im Umfeld des Bahnhofs Winsford und ging deshalb davon aus, dass der Zug absolut sicher sei, als er ihn anhielt.
Der Heizer und der Zugführer bemühten sich nun, den Anlass der Schnellbremsung herauszufinden und den Zug nach hinten zu sichern. Dazu wurde die Hauptluftleitung des ganzen Zuges untersucht und der Zugführer besorgte sich Knallkapseln und eine Warnlampe. Die Knallkapseln legte er bis 400 Meter (1/4 Meile) hinter dem liegen gebliebenen Schnellzug aus. Als er das tat, waren allerdings schon 17 Minuten vergangen, seit der Zug angehalten hatte.
Der Nachtzug war 600 Meter vor dem Kontakt zum Stehen gekommen, der dem Stellwerk im Bahnhof Winsford angezeigt hätte, dass sich der Zug näherte. Der Mitarbeiter im Stellwerk des Bahnhofs war mit seinem Abendessen und der Durchfahrt eines Güterzugs in der Gegenrichtung beschäftigt. Er meinte – so gab er jedenfalls im Nachhinein an –, dass der Nachtschnellzug auf dem  Gleis hinter dem durchfahrenden Güterzug ebenfalls den Bahnhof passiert habe. Er ging deshalb davon aus, dass der Zug den vorangehenden Blockabschnitt verlassen habe, meldete ihn nach Winsford Junction zurück und an die nächste Blockstelle, Minshull Vernon, vor. Der Mitarbeiter in Winsford Junction meldete deshalb den folgenden Postzug an den Bahnhof Winsford vor, der ihn auch annahm. Winsford Junction stellte deshalb das Signal für den Postzug auf „Fahrt frei“.
Der Lokomotivführer des Postzuges war auf der flachen, geraden Strecke bei Winsford bemüht, etwas von der Verspätung einzuholen. Er beschleunigte seinen Zug deshalb auf 115 km/h. Als er die rote Signallampe des Schaffners des Nachtschnellzuges wahrnahm und die Knallkapseln explodieren hörte, leitete er eine Schnellbremsung ein. Der verbliebene Bremsweg reichte aber nicht mehr aus, die Kollision zu verhindern. Der Zusammenstoß erfolgte um 0:27 Uhr mit einer Geschwindigkeit von etwa 65–70 km/h. Die Lokomotive des Postzuges und ihr Tender entgleisten mit allen Rädern. Der hinterste Wagen des Schnellzuges, ein Großraumwagen 3. Klasse, wurde zertrümmert und seine Trümmer in den davor stehenden Wagen, einen gemischtklassigen Wagen der 1. und 3. Klasse mit Seitengang, geschoben. Alle Menschen, die starben, befanden sich in diesen beiden Wagen. Der zweite bis vierte Wagen des Postzuges wurden in einem Bereich von nur 25 Metern Länge ineinander geschoben. Die entgleisten Wagen der Züge ragten nun in das Gleis der Gegenrichtung hinein. Der dort als Nächstes verkehrende Postzug nach Norden konnte aber im Bahnhof Winsford angehalten werden. Knapp 100 Meter des Oberbaus waren beschädigt.

## Folgen

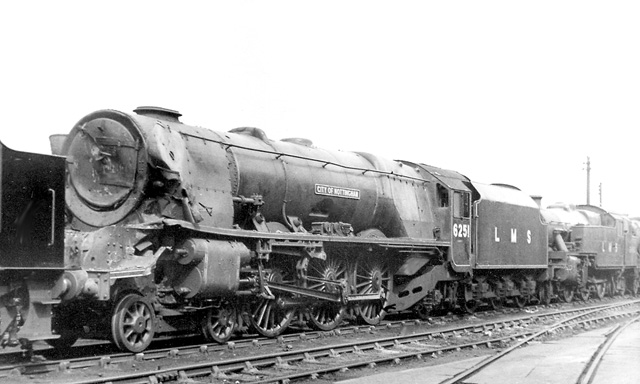
Nr. 6251 City of Nottingham, die Lokomotive des Postzuges, nach dem Unfall. Trotz der schweren Schäden wurde sie repariert und wieder in Dienst gestellt

24 Menschen starben, 18 weitere wurden schwer verletzt, 14 leicht.
Ein Schaffner des Postzuges erreichte zu Fuß das Stellwerk Winsford Junction und löste so den Notfallalarm aus. Ärzte aus der Umgebung wurden über die Telefonvermittlung alarmiert, der erste traf gegen 1:15 Uhr ein. Es dauerte bis 4:50 Uhr, bis auch die letzten Opfer geborgen waren. Um 2:50 Uhr konnten die vorderen fünf Wagen des Schnellzuges, die nur leicht beschädigt waren, mit den reisefähigen Fahrgästen nach Crewe gebracht werden.
Der Eisenbahner, der die Notbremse gezogen hatte, stellte sich der Untersuchung freiwillig und war im Stellwerk Winsford Junction bis in die 1990er Jahre tätig.